# Albert Edward Kemp

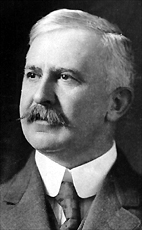
Albert Edward Kemp

Hon. Sir Albert Edward Kemp, KCMG, PC (* 11. August 1858 in Clarenceville, Ostkanada, Provinz Kanada; † 12. August 1929 in Pigeon Lake, Ontario) war ein kanadischer Politiker der Konservativen Partei Kanadas und später der Unionistischen Partei, der unter anderem zwischen 1900 und 1908 und erneut von 1911 und 1921 Mitglied des Unterhauses sowie von 1911 bis 1921 im neunten, zehnten und elften kanadischen Kabinett mehrmals Minister war. Darüber hinaus gehörte er von 1921 bis 1929 als Mitglied dem Senat von Kanada an.

## Leben
Albert Edward Kemp, Sohn eines aus Yorkshire stammenden Farmers und Händlers, besuchte die Clarenceville Academy und die Lacolle Academy und war später als Geschäftsmann und Unternehmer in Montreal tätig. Bei der Unterhauswahl am 7. November 1900 wurde er für die Konservative Partei Kanadas als Nachfolger von John Ross Robertson im Wahlkreis „Toronto East“ mit 4074 Stimmen gewählt und bei der folgenden Wahl vom 3. November 1904 mit 4125 Stimmen wiedergewählt, ehe er bei der Wahl am 26. Oktober 1908 mit 3246 Stimmen gegen den Parteilosen Joseph Russell verlor, auf den 4039 Stimmen entfielen. Während seiner Parlamentszugehörigkeit in dieser Zeit war er Mitglied der Ständigen Ausschüsse für Banken und Handel, für öffentliche Finanzen und für Eisenbahnen, Kanäle und Telegraphenlinien.
Bei der Unterhauswahl am 21. September 1911 wurde Kemp mit 7082 Stimmen im Wahlkreis „Toronto East“ erneut zum Mitglied des Unterhauses gewählt und konnte sich dabei gegen den bisherigen parteilosen Wahlkreisinhaber Joseph Russell durchsetzen, der dieses Mal lediglich 2281 Stimmen bekam. Kurz darauf wurde er am 10. Oktober 1911 als Minister ohne Geschäftsbereich in das neunte kanadische Kabinett Premierminister Robert Borden berufen und bekleidete dieses Amt bis zum 22. November 1916. Im Zuge einer Kabinettsumbildung am 23. November 1916 übernahm er von Samuel Hughes den Posten als Minister für Miliz und Verteidigung und hatte diesen bis zum 11. Oktober 1917 inne. Aufgrund seiner Berufung zum Kabinettsminister am 23. November 1916 war formell eine Nachwahl im Wahlkreis „Toronto East“ notwendig, die er am 14. Dezember 1916 per Akklamation gewann. Für seine Verdienste wurde er am 1. Januar 1917 als Knight Commander des Order of St Michael and St George (KCMG) nobilitiert, wodurch er fortan das Prädikat „Sir“ führte.

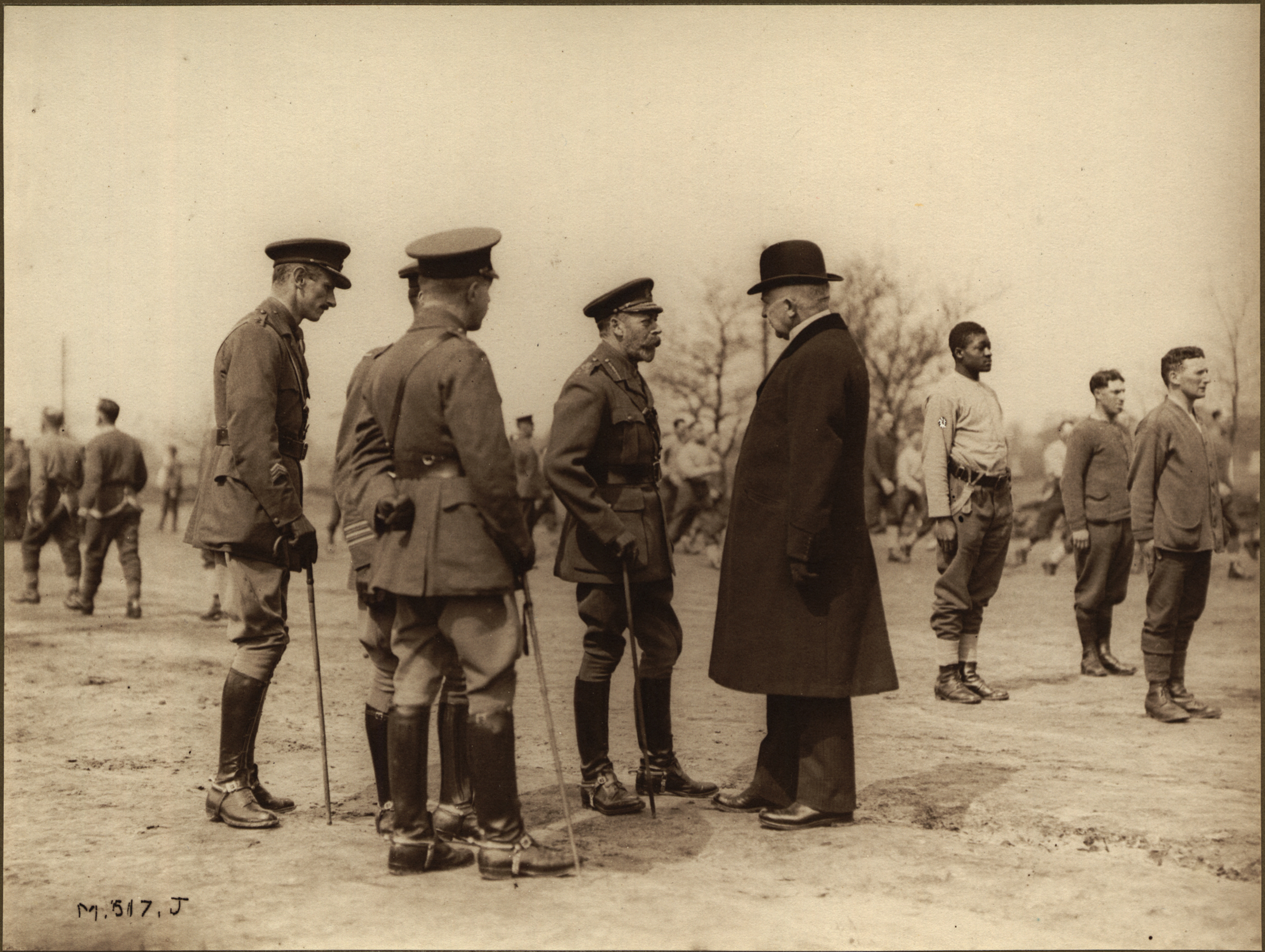
König Georg V. mit Minister Kemp bei einem Truppenbesuch (1918)

Im zehnten Kabinett von Premierminister Borden fungierte Albert Edward Kemp zwischen dem 12. Oktober 1917 und dem 16. Dezember 1920 als Minister für die Truppen in Übersee und war damit zuständiger Kabinettsminister für die Canadian Expeditionary Force. Bei der Unterhauswahl am 17. Dezember 1917 wurde er nunmehr für die Unionistische Partei im Wahlkreis „Toronto East“ mit 15.894 Stimmen abermals zum Unterhausmitglied gewählt und gehörte diesem 3. November 1921 an. Während seiner weiteren Unterhauszugehörigkeit war er zudem Mitglied des Ständigen Ausschusses für verschiedene private Gesetzgebungsinitiativen und des Ständigen Ausschusses für Geschäftsordnung. Darüber hinaus war er vom 13. Juli 1920 bis zum 28. Dezember 1921 im elften Kabinett Kanadas unter Premierminister Arthur Meighen erneut Minister ohne Geschäftsbereich.
Nach seinem Ausscheiden aus dem Unterhaus am 3. November 1921 wurde Albert Kemp am 4. November 1921 auf Vorschlag von Premierminister Meighen zum Mitglied des Bundessenats ernannt und vertrat in diesem bis zu seinem Tode am 12. August 1929 die Region Toronto in der Provinz Ontario. Während seiner Senatszugehörigkeit war er Mitglied des Ständigen Ausschusses für Finanzen sowie des Ständigen Ausschusses für Eisenbahnen, Telegraphen und Häfen. Er gehörte bei seinem Tode fast 26 Jahre lang dem Parlament von Kanada an.